# John Paterson (architecte)
John Paterson (décédé en 1832) est un architecte écossais formé auprès de Robert Adam (1728-1792), qu'il aide dans ses travaux sur le Old College de l'Université d'Édimbourg et le château de Seton House,.

## Biographie

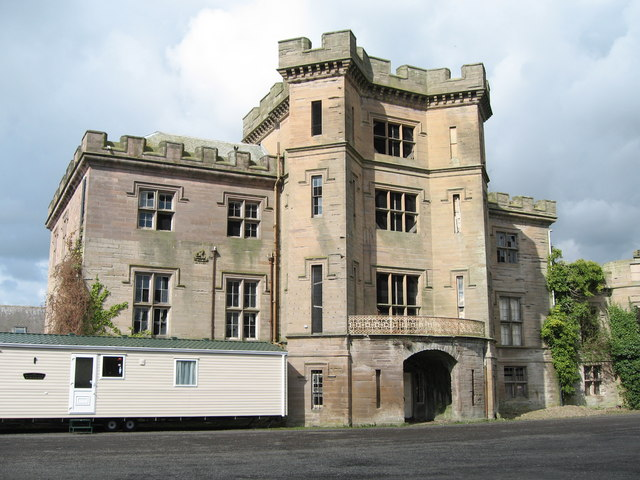
Château de Barmoor.

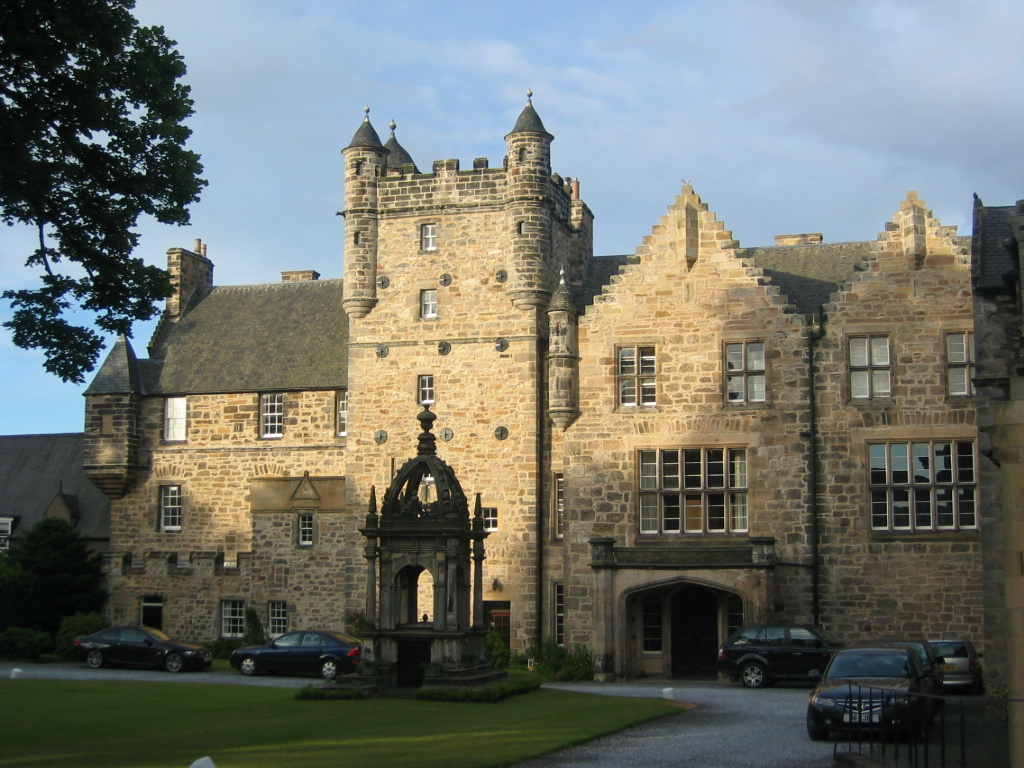
Face Ouest de Pinkie House

Il est le deuxième fils de George Paterson (décédé en 1789), un architecte et constructeur d'Édimbourg lié à Robert Mylne et vivant sur la rue St John dans le Canongate dans un bâtiment qu'il a construit avec Francis Charteris, comte de Wemyss et March et partagé par la suite. Son emplacement est rappelé dans le bâtiment Charteris Land, un bâtiment moderne qui l'a remplacé. La famille possède également un petit domaine à Monimail dans Fife appelé Cunnochie. La succession passe au fils aîné (également nommé George Paterson) à la mort du père.
John vit sur la rue St John jusqu'en 1784, puis déménage à Elgin pour travailler avec James Grant. Il retourne à Édimbourg en 1789 pour superviser la construction du Old College pour Robert Adam. Ses relations commerciales avec Adam prennent fin en 1791, après quoi il ouvre un bureau au 2 North Bridge. En 1820, il est l'apprenti d'Anthony Salvin.
Le plan original d'une route sur le tracé de ce qui est aujourd'hui Waterloo Place à Édimbourg est évoqué par Paterson dès 1790.